# En high 5 & 1 falafel
En High 5 & 1 Falafel gavs ut 2008 och är Timbuktus sjätte studioalbum. Albumet släpptes den 5 november på skivbolaget JuJu Records.

## Låtlista
1. "Tänk Om"
2. "N.A.P."
3. "Välj Mej"
4. "Säj Inte Nä Säj Jää"
5. "Jag Vill Bara"
6. "Mörkar"
7. "En High 5 & 1 Falafel" m/ Chords
8. "Glömten I Ögat"
9. "Fubbick Fubbick"
10. "Dom Hinner Aldrig Ikapp" m/ Hjálmar
11. "Schnyyygg"
12. "Olympiska Spelen 2012" m/ Tingsek
13. "Tack För Kaffet" m/ Dregen
14. "6an" m/ Supreme & Frej